# Голубев, Пётр Александрович
Пётр Александрович Голубев (10 [22] января 1855, Омутнинск, Вятская губерния — 5 [18] февраля 1915 или 5 февраля 1912, Самара) — российский публицист, статистик, этнограф, педагог, редактор и общественный деятель.

## Биография
Пётр Голубев родился 10 января 1855 года в Омутнинском заводе Вятской губернии в крестьянской семье.
По окончании курса в Казанском университете стал преподавателем в мужской гимназии уездного города Троицка Оренбургской губернии, но в 1883 году вынужден был покинуть педагогическое поприще и до 1889 года жил в ссылке, во время которой и начал свою публицистическую деятельность.
П. А. Голубев неоднократно публиковал свои труды в периодических печатных изданиях, среди которых были, в частности: «Русские ведомости», «Волжский вестник», «Северный вестник», «Юридический вестник», «Русская мысль», «Вестник Европы», «Русское богатство», «Народное хозяйство».
Принимал участие в редактировании «Сибирской газеты» в Томске (1886), «Вятского края» (1895—1898) и «Пермского края» (1903).
В 1909 году он был сослан в Красный Яр Астраханской губернии. По возвращении из ссылки стал сотрудником газеты «Северокавказский край» издававшейся в городе Ставрополе. С 1911 по 1913 год Голубев активно занимался публицистической деятельностью в городе Омутнинске.
С 1913 по 1915 год служил в Самарском земстве.
Помимо этого Голубев составил ряд историко-статистических сборников по Вятской, Ярославской, Уфимской, Пермской и некоторым другим губерниям Российской империи.
Журнальные и газетные статьи учёного касаются главным образом податного, продовольственного и земского вопросов.
Пётр Александрович Голубев умер 5 февраля 1915 года в городе Самаре.

## Сочинения
- Двухсотлетие русской горной промышленности. — Пермь, 1900. — 202 с.